# النور گوس
 النور گوس (انگلیسی: Eleanor Goss؛ زاده ) یک تنیس‌باز اهل ایالات متحده آمریکا است.